# Кубок Фарерских островов по волейболу среди женщин
Кубок Фарерских островов по волейболу среди женщин — ежегодное соревнование женских волейбольных команд Фарерских островов. Проводится с 2000 года.

## Формула соревнований
Соревнования проходят по системе плей-офф («осень-весна»). Победители полуфинальных матчей в финале определяют обладателя Кубка. В финале розыгрыша 2024/25 «Мьёлнир» победил «Флейр» 3:1.

## Победители
- 2000 «Мьёлнир» Клаксвуйк
- 2001 «Мьёлнир» Клаксвуйк
- 2002 ТБ Твёройри
- 2003 ТБ Твёройри
- 2004 ТБ Твёройри
- 2005 «Мьёлнир» Клаксвуйк
- 2006 ТБ Твёройри
- 2007 «Дроттур» Мидвагур
- 2008 ИФ Фуглафьордур
- 2009 СИ Сёрвагур
- 2010 СИ Сёрвагур
- 2011 «Мьёлнир» Клаксвуйк
- 2012 «Мьёлнир» Клаксвуйк
- 2013 «Мьёлнир» Клаксвуйк
- 2014 «Мьёлнир» Клаксвуйк
- 2015 «Дроттур» Мидвагур
- 2016 «Флейр» Торсхавн
- 2017 ТБ Твёройри
- 2018 «Флейр» Торсхавн
- 2019 СИ Сёрвагур
- 2020 СИ Сёрвагур
- 2021 СИ Сёрвагур
- 2022 «Флейр» Торсхавн
- 2023 СИ Сёрвагур
- 2024 «Дроттур» Мидвагур
- 2025 «Мьёлнир» Клаксвуйк